# Diecéze Acci
Diecéze Acci je titulární diecéze římskokatolické církve, založená v roce 1969, pojmenovaná po starém městě Acci v dnešním Španělsku. Toto město se nachází v blízkosti Guadixu.

## Stručná historie
Roku 47 byla založena diecéze Acci a roku 741 byla potlačena. Z jejího území byla vytvořena roku 1400 diecéze Guadix a roku 1969 ji papež Pavel VI. obnovil jako titulární diecézi.

## Biskupové
- Sv. Torcuato (47 – ?)
- Atanasio (? – ?)
- Emiliano (136 – ?)

## Titulární biskupové
| hodnost          | jméno                    | úřad                                            | od                 | do             |
| ---------------- | ------------------------ | ----------------------------------------------- | ------------------ | -------------- |
| titulární biskup | Henryk Roman Gulbinowicz | apoštolský administrátor Vilniusu (Lotyšsko)    | 12. ledna 1970     | 3. ledna 1976  |
| titulární biskup | Joseph Phan Văn Hoa      | biskup koadjutor Quy Nhon (Vietnam)             | 30. března 1976    | 6. října 1987  |
| titulární biskup | Vilhelms Nukšs           | pomocný biskup Rigy (Litva)                     | 23. listopadu 1987 | 27. února 1993 |
| titulární biskup | Heinrich Fasching        | pomocný biskup St. Pölten (Rakousko)            | 24. května 1993    | 1. června 2014 |
| titulární biskup | Hryhorij Komar           | pomocný biskup sambirsko-drohobyčský (Ukrajina) | 25. června 2014    | dosud          |